# أم العمد (دير حافر)
أم العمد قرية سوريّة تتبع إداريّاً لمحافظة حلب منطقة دير حافر ناحية رسم حرمل الإمام، بلغ تعداد سكانها 959 نسمة حسب التعداد السكاني لعام 2004.